# The Judas Kiss (opera teatrale)
The Judas Kiss è un'opera teatrale di David Hare, debuttata a Londra nel 1998. Il dramma tratta dell'arresto di Oscar Wilde e della sua vita a Napoli dopo la scarcerazione.

## Trama
Primo Atto - Londra, 1895
Il giovane e viziato Bosie ha convinto l'amante Oscar Wilde a denunciare suo padre, John Sholto Douglas, IX marchese di Queensberry. Quando la causa è respinta, Wilde viene denunciato per sodomia. Il governo ha tacitamente lasciato a Wilde alcune ore di tempo perché possa fuggire in Francia per evitare l'arresto, il processo e l'inevitabile condanna. Ma Bosie istiga Wilde a restare e difendere il loro onore e lo scrittore, succube dell'amante, accetta e viene arrestato.
Secondo Atto - Napoli, 1897
Nonostante le opinioni degli amici e, in particolare, di Robert Ross, appena scarcerato Wilde corre a riunirsi a Bosie. Ma il giovane è nervoso e frustrato, la famiglia si rifiuta di passargli altri soldi finché vive con Wilde. Costretti in una pulciosa pensione napoletana, Bosie passa una notte con il pescatore Galileo. Alla fine, Bosie decide di lasciare Wilde e tornare nelle grazie della famiglia, lasciando lo scrittore ancora una volta solo.

## Produzioni
Il dramma, prodotto dall'Almeida Theatre Company, debuttò al Playhouse Theatre di Londra il 12 marzo 1998 e rimase in scena fino al 18 aprile. Diretta da Richard Eyre, la produzione annoverava nel cast: Liam Neeson (Oscar Wilde), Tom Hollander (Bosie), Peter Capaldi (Robert Ross), Richard Clarke (Sandy Moffatt), Alex Walkinshaw (Arthur Wellesley), Stina Nielsen (Phoebe Cane), Daniel Serafini-Sauli (Galileo Masconi).
La produzione fu portata a New York subito dopo la fine delle repliche a Londra e debuttò al Broadhurst Theatre di Broadway il 29 aprile 1998.  È rimasto in scena per 103 repliche, prima di chiudere il 2 agosto. Il cast e la regia rimasero invariati da Londra.
Un nuovo allestimento del dramma è andato in scena all'Hampstead Theatre di Londra dal 6 settembre al 13 ottobre 2012, per poi fare un tour della Gran Bretagna e Dublino. Il 9 gennaio 2013 la produzione ha debuttato nel West End di Londra, dove è andato in scena al Duke of York's Theatre fino al 6 aprile. Facevano parte del cast: Rupert Everett (Oscar Wilde), Freddie Fox (Bosie), Cal MacAnich (Robert Ross), Alister Cameron (Sandy), Ben Hardy (Arthur Wellesley), Kirsty Oswald (Phoebe Cane) e Tom Colley (Galileo Masconi). Nel 2016 il dramma andrò in tournée in Nord America e Canada per sette settimana, per poi fermarsi cinque settimane al Brooklyn Academy of Music di New York.